# Sony's Spider-Man Universe
Il Sony's Spider-Man Universe (SSU) è un media franchise e universo condiviso incentrato su una serie di film di supereroi prodotti dalla Columbia Pictures, in collaborazione con Marvel Entertainment. Distribuiti da Sony Pictures, i film sono basati su varie proprietà intellettuali della Marvel Comics relative al personaggio di Spider-Man, nonostante l’assenza del personaggio.
I lavori su un universo espanso con protagonisti i personaggi secondari dei film di Spider-Man erano iniziati nel dicembre 2013. La Sony aveva pianificato di utilizzare The Amazing Spider-Man 2 - Il potere di Electro (2014) per lanciare diversi film spin-off incentrati sui villain fumettistici di Spider-Man, incluso un film su Venom. Dopo la fredda accoglienza di The Amazing Spider-Man 2, sia da parte della critica che del pubblico, questi piani sono stati abbandonati. In seguito, nel febbraio 2015, la Sony ha annunciato di aver stipulato un accordo con i Marvel Studios per collaborare ai futuri film su Spider-Man e integrare il personaggio nel Marvel Cinematic Universe. Questa collaborazione ha portato alla realizzazione di Spider-Man: Homecoming (2017), Spider-Man: Far from Home (2019) e Spider-Man: No Way Home (2021). Nel frattempo la Sony ha distribuito separatamente Venom (2018) come film stand-alone, che dà inizio a un universo a sé stante. Sony Pictures e Marvel Studios hanno rinegoziato il loro accordo nel 2019 per condividere il personaggio di Spider-Man tra l'MCU e i film stand-alone della Sony stessa.
Lo studio, inoltre, ha distribuito il film d'animazione Spider-Man - Un nuovo universo nel 2018, con il quale è stata introdotta l'idea di un multiverso che collega più universi. Il successo di questo film ha portato allo sviluppo di due sequel, di cui il primo (Spider-Man: Across the Spider-Verse) distribuito nel 2023; uno spin-off, Spider-Woman, incentrato sulle diverse donne ragno dei fumetti: Jessica Drew, Julia Carpenter, Mattie Franklin, Araña, Silk, Spider-Gwen, è stato inoltre annunciato.
La Sony Pictures Television annunciò anche lo sviluppo di alcune serie televisive in collaborazione con Prime Video: Silk: Spider Society, annunciata nel 2019 ma non più nella lista dei progetti di Amazon, e Spider-Noir, ispirata a Spider-Man Noir e ancora in produzione.
Attualmente la Sony ha messo in pausa il franchise dopo il flop del film Kraven - Il cacciatore per incentrarsi sui film in collaborazione con i Marvel Studios, come il film Spider-Man: Brand New Day con Tom Holland, che uscirà nelle sale il 31 luglio 2026.

## Nome
Sony aveva annunciato ufficialmente il suo nuovo universo condiviso nel maggio 2017, con il titolo "Sony's Marvel Universe". Nell'agosto 2018, all'interno dell'azienda veniva indicato come "Sony's Universe of Marvel Characters", ufficializzato nel 2019 in seguito a una presentazione della Sony Pictures. Questo titolo è stato molto criticato a causa della sua lunghezza, specialmente se paragonato al Marvel Cinematic Universe e al DC Extended Universe. Ciò nonostante, il presidente della Columbia Pictures, Sanford Panitch, aveva dichiarato che la Sony non voleva riferirsi al loro universo condiviso come "Spider-Verse" poiché comprendeva molti personaggi separati da Spider-Man. Tuttavia, nell'agosto 2021, Sony ha annunciato che il franchise sarebbe stato da lì in poi conosciuto come "Sony's Spider-Man Universe". Nonostante il nome, nei sei film del franchise il personaggio di Spider-Man non è mai apparso, a parte il breve cameo nella scena dopo i titoli di coda di Venom - La furia di Carnage e la citazione, sempre nella scena dopo i titoli di coda, da parte di Adrian Toomes / Avvoltoio nel film Morbius.

## Sviluppo

### Genesi
Nel gennaio 2010, la Sony aveva annunciato che il franchise cinematografico di Spider-Man, avrebbe subito un reboot dopo la decisione di Sam Raimi di lasciare il progetto. Nel marzo del 2012, la Sony era ancora interessata a sviluppare un film sul personaggio di Venom, sull'onda del successo del primo reboot dell'Uomo Ragno, The Amazing Spider-Man (2012). Nel giugno dello stesso anno, i produttori Avi Arad e Matt Tolmach hanno discusso riguardo alla possibilità di far convivere il Marvel Cinematic Universe con l'universo di Venom. Nel dicembre del 2013, la Sony ha rivelato i suoi piani di usare The Amazing Spider-Man 2 - Il potere di Electro (2014) come base per stabilire il proprio universo espanso, basato sulle proprietà intellettuali dello studio, compreso Venom. Arad e Tolmach avrebbero prodotto i film come parte di un franchise a cui avrebbero collaborato Alex Kurtzman, Roberto Orci, Jeff Pinkner, Ed Solomon, Drew Goddard e il regista dei due film di The Amazing Spider-Man, Marc Webb. Tuttavia, dopo l'insuccesso di The Amazing Spider-Man 2, l'intero progetto è stato ripensato.
In seguito a un attacco hacker ai computer della Sony, avvenuto nel novembre del 2014, sono state rese pubbliche diverse e-mail tra Amy Pascal, co-presidente della Sony Pictures Entertainment, e Doug Belgrad, presidente della stessa, in cui si affermava che Sony stava pianificando di "ringiovanire" il franchise di Spider-Man sviluppando un film comico d'animazione con Phil Lord e Christopher Miller. I dirigenti della Sony avrebbero parlato ulteriormente del progetto in una discussione su diversi film spin-off di Spider-Man, in un vertice nel gennaio 2015. Nel febbraio 2015, Sony e Marvel Studios hanno annunciato una nuova partnership che avrebbe visto quest'ultima produrre il successivo film di Spider-Man per conto della Sony, integrando il personaggio nell'MCU. La Sony aveva ancora nei piani di produrre i film spin-off senza il coinvolgimento della Marvel, anche se inizialmente si pensava che questi fossero stati scartati, con la Sony concentrata sul nuovo reboot con la Marvel. Riguardo al film d'animazione, il presidente della Sony Pictures Tom Rothman ha detto che sarebbe "coesistito" con i film live-action di Spider-Man, anche se la Sony ha dichiarato che sarebbe esistito indipendentemente dai progetti in live-action. Il film d'animazione, Spider-Man - Un nuovo universo (2018), è ambientato in un universo alternativo rispetto al reboot di Spider-Man della Marvel, ma introduce il concetto a fumetti del multiverso ("Spider-Verse"), in cui si possono riunire diverse incarnazioni di Spider-Man.

### L'universo condiviso della Sony
Il progetto di Venom è stato ripreso dalla Sony nel marzo del 2016, immaginato come film indipendente non correlato ai nuovi film di Spider-Man frutto della collaborazione Marvel-Sony. Il nuovo film di Venom avrebbe infatti lanciato un proprio franchise e un proprio universo condiviso. La Sony stava cercando di costruire questo nuovo universo in modo graduale, piuttosto che affrettarsi come aveva precedentemente provato con gli spin-off di The Amazing Spider-Man. A luglio, il presidente della Columbia Pictures, Sanford Panitch, ha spiegato che stavano cercando di dare a ciascun film uno stile diverso, lasciando spazio creativo al regista, piuttosto che avere una sola persona responsabile dell'universo come con Kevin Feige dell'MCU. Lo studio voleva anche evitare "cinecomics convenzionali", con l'intenzione di trattare generi diversi come horror o commedia, potenziali film vietati ai minori non accompagnati da un adulto (R-Rated) e persino film con budget più inferiori del solito, a seconda di ciascun progetto. A marzo 2018, il vicepresidente esecutivo della Sony, Palak Patel, stava supervisionando tutti i film dell'universo per lo studio.
Nel luglio 2018, Jonathan Goldstein — sceneggiatore del primo film di Spider-Man appartenente all'MCU, Spider-Man: Homecoming (2017) —, in un'intervista di Vulture, ha affermato che il futuro dell'universo sarebbe dipeso dal successo di Venom, aggiungendo che in passato altri studi avevano faticato a proporre progetti simili al Marvel Cinematic Universe. Ad agosto, è stato confermato che la Sony è in possesso dei diritti su novecento personaggi dei Marvel Comics. Quando è stato chiesto se Venom avrebbe agito come "filo conduttore" di tutto l'universo condiviso, la Sony ha affermato che non sarebbe stato necessariamente così, perché volevano che Venom fosse autonomo. È stato però confermato che Venom avrebbe avuto "punti di intersezione" con altri film.
In seguito al successo di Venom, Pascal ha affermato che alcuni dei "piani precedentemente accantonati" di Sony potrebbero ora concretizzarsi, incluso un crossover basato sul team di supercriminali dei Sinistri Sei. Nel marzo del 2019, il presidente della Sony Pictures Entertainment, Tony Vinciquerra, dichiarato che i successivi otto anni dell'universo condiviso sono stati pianificati.

### Connessioni con il Marvel Cinematic Universe e lo Spider-Man di Tom Holland
Feige ha dichiarato nel giugno 2017 che, poiché Venom era esclusivamente un progetto Sony, i Marvel Studios non avevano intenzione di farlo incrociare con l'MCU. Tuttavia, la produttrice Amy Pascal ha presto chiarito che la Sony desiderava che i suoi nuovi film basati sulla Marvel si svolgessero nello stesso universo di Spider-Man: Homecoming. Ha affermato che Venom avrebbe avuto connessioni con il film successivo pianificato nell'universo condiviso di Sony, Silver & Black, e che c'era il potenziale per far passare lo Spider-Man di Tom Holland dai film dell'MCU ai film dell'universo di Sony. Tuttavia, Holland aveva stretto un contratto per apparire come protagonista unicamente nella trilogia di Spider-Man dell'MCU, oltre che come personaggio corale in altri film dello stesso universo. Secondo diverse fonti, Holland ha trascorso diversi giorni sul set di Venom, prendendo parte a un cameo come Peter Parker / Spider-Man, ma i Marvel Studios hanno chiesto alla Sony di escludere la scena dal film.
Nell'agosto del 2018, la Sony stava pianificando di incrociare gli Spider-Man di Holland con i propri film Marvel, ribadendo che appartenevano già allo stesso universo. La Sony era anche aperta a far apparire più personaggi di cui possedevano i diritti nei film dell'MCU, mentre Brent Lang e Justin Kroll di Variety hanno ipotizzato che la Sony, a sua volta, avrebbe voluto più personaggi dell'MCU nei loro film. A dicembre, a Jeff Pinkner, sceneggiatore di Venom, è stato chiesto se quel film fosse ambientato nello stesso universo dei film di Spider-Man di Holland, e ha risposto che sarebbe stato possibile un futuro coinvolgimento dell'Uomo Ragno. Pascal ha aggiunto, in riferimento alla possibilità di un crossover tra i film di Spider-Man dell'MCU, i film dell'universo condiviso di Sony e i film animati Spider-Verse di Sony, che c'era un modo per riunire il tutto, ma Holland al tempo era limitato dal suo contratto con i Marvel Studios.
Nell'agosto del 2019, i Marvel Studios e la Disney avevano già trascorso diversi mesi a discutere con la Sony riguardo all'espansione del loro accordo, con quest'ultima che cercava di includere più film di quanto originariamente concordato, mantenendo gli stessi termini dell'accordo originale. La Disney aveva espresso preoccupazione per il carico di lavoro di Feige, già produttore dei film dell'MCU non legati a Spider-Man, e aveva dunque chiesto chiesto una quota pari al 25-50% dei futuri film che Feige avrebbe prodotto per la Sony. Non riuscendo a raggiungere un accordo, la Sony ha annunciato che sarebbe andata avanti con il prossimo film di Spider-Man senza né Feige, né Marvel. Hanno dichiarato che la situazione sarebbe potuta cambiare in futuro, hanno ringraziato Feige per il suo lavoro su Homecoming e Spider-Man: Far from Home (2019), hanno affermato di aver apprezzato il percorso intrapreso da [Feige] e sarebbero partiti dalle basi da lui lanciate. L'Hollywood Reporter ha aggiunto che la fine dell'accordo tra le case di produzione, avrebbe "quasi certamente" significato che l'Uomo Ragno di Holland non sarebbe più apparso nei film dell'MCU, ma avrebbe "aumentato esponenzialmente" le possibilità che il personaggio si incrociasse con il resto dei film Marvel della Sony, come il franchise di Venom e l'allora in produzione Morbius (2022). A settembre, Vinciquerra ha dichiarato che la porta era chiusa riguardo al ritorno di Spider-Man nell'MCU, e ha confermato che il personaggio sarebbe stato integrato con l'universo condiviso della Sony. In risposta al contraccolpo dei fan dopo l'annuncio, Vinciquerra ha aggiunto che il lavoro di Feige è stato fantastico, ma la Sony sapeva cosa fare per conto loro.
In seguito a una reazione negativa dei fan al D23, e su sollecitazione di Holland che ha parlato personalmente con Rothman e Bob Iger, CEO della Disney, quest'ultima è tornata in trattativa con la Sony. Più tardi, a settembre, Sony e Disney hanno annunciato un nuovo accordo che avrebbe consentito ai Marvel Studios e a Feige di produrre un terzo film di Spider-Man nell'MCU, per Sony. La Disney avrebbe cofinanziato il 25% del film in cambio del 25% dei profitti, mantenendo inoltre i diritti di merchandising sul personaggio. L'accordo ha anche permesso all'Uomo Ragno di Holland di apparire in un futuro film dei Marvel Studios, mentre Feige ha affermato che in futuro lo Spider-Man dell'MCU sarebbe stato in grado di "attraversare universi cinematografici" e apparire anche nell'universo condiviso della Sony. La Sony ha descritto i loro film precedenti con i Marvel Studios come una "grande collaborazione" e ha affermato che il loro desiderio di continuarla era pari a quello del fandom. Panitch, nel maggio del 2021, ha riconosciuto che c'era stata confusione e frustrazione da parte dei fan riguardo alla relazione tra i due universi, ma ha detto che era già pronto un piano per chiarire il tutto. Ha aggiunto che l'uscita del prossimo film di Spider-Man, Spider-Man: No Way Home (2021), avrebbe rivelato di più sul piano in questione.
Nella prima scena post-credit di Venom - La furia di Carnage (2021), Eddie Brock e Venom vengono trasportati dalla loro camera d'albergo in un luogo sconosciuto, dove assistono a una trasmissione in cui J. Jonah Jameson rivela l'identità di Spider-Man, come si vede nel finale di Far from Home. Feige ha affermato che c'era "molto coordinamento" tra i team di La furia di Carnage e No Way Home nel lavoro svolto su tale scena, e che l'intera portata del coordinamento doveva ancora essere rivelata.
Nella due scene post-credits del film Morbius (2022) appare Micheal Keaton nei panni dell’Avvoltoio, riprendendo il ruolo dal film MCU Spider-Man: Homecoming (2017). Nella prima scena si vede Adrian Toomes apparire in una cella di una prigione dopo una spaccatura del multiverso nel cielo, collegandosi con gli eventi di Spider-Man: No Way Home (2021). Nella seconda incontra il protagonista del film, affermando che sa che dietro alla sua apparizione in questo universo c’è lo zampino di Spider-Man, proponendogli di formare una squadra. 
Seppur non confermato ufficialmente, secondo alcune fonti la sceneggiatura originale di Madame Web avrebbe visto la protagonista Cassandra Webb e le tre Spider-Women cercare di proteggere Mary Parker, incinta di Peter, da Ezekiel Sims, che voleva impedire la futura nascita di Spider-Man. Il giornalista Jeff Sneider ha dichiarato che la pellicola doveva essere ambientata negli anni novanta e nello stesso universo del film The Amazing Spider-Man (2012), con il personaggio di Peter Parker / Spider-Man presente nella continuity. In seguito lo studio avrebbe preso la decisione di legarsi invece allo Spider-Man di Tom Holland, portando ad una sessione di riprese aggiuntive e di lavoro di post-produzione per rimuovere ogni riferimento agli anni 90 e alla saga di The Amazing Spider-Man, ambientando il film nel 2003; tuttavia, ogni riferimento a Spider-Man sarebbe stato successivamente rimosso, per la mancata corrispondenza tra la sequenza temporale e l'età del personaggio. Nell'aprile 2024, Sebastian Meyer ha pubblicato alcuni concept art da lui realizzati per il film, mostranti lo Spider-Man di Holland affrontare Ezekiel, evento che alla fine non apparve nel film.

### Espansione in televisione
Vinciquerra, nel marzo del 2019, ha dichiarato che l'universo si sarebbe espanso in televisione con una serie di progetti Marvel sviluppati appositamente da Sony Pictures Television. All'epoca, lo studio stava valutando quali dei 900 personaggi di cui detenevano i diritti potessero apparire, con Mike Hopkins, presidente della Sony Pictures Television, che affermava di aver fatto grandi progressi nella selezione dei personaggi. Hopkins ha spiegato che la Sony aveva pianificato di avere diverse serie ambientate nell'universo condiviso che avrebbero potuto influenzare l'un l'altra, e che sarebbero state distribuite da un partner televisivo ancora da determinare. L'annuncio di questo partner era nei successivi mesi, con le reti di proprietà della casa madre della Marvel, Disney, incluso il loro nuovo servizio di streaming Disney+, considerate insieme alle altre. Questi piani televisivi sono stati attribuiti al successo di Venom e Spider-Man - Un nuovo universo, che hanno rafforzato la fiducia che ci sia un grande interesse per l'universo Marvel appartenente a Sony.
Dopo il lavoro svolto su Spider-Man - Un nuovo universo, Lord e Miller hanno firmato un accordo con la Sony Pictures Television nell'aprile del 2019, per lo sviluppo di diverse serie televisive, incluse quelle Marvel. I progetti selezionati sarebbero stati prodotti in collaborazione con Pascal. Parlando di questa serie ad agosto, Miller non ha potuto rilasciare dichiarazioni riguardo a dove o quando la serie sarebbe stata, ma ha detto che ci sarebbero state diverse serie live-action e ognuna sarebbe stata "un'esperienza per conto proprio", pur essendo collegate l'una con l'altra. Il mese successivo, Vinciquerra ha dichiarato che in quel momento c'erano cinque o sei serie in sviluppo. A gennaio 2020, si credeva che una di queste serie fosse Silver & Black, dopo che lo sviluppo dell'omonimo film era stato annullato nell'agosto del 2018. Gina Prince-Bythewood, che ha co-scritto e diretto la versione cinematografica prima che fosse cancellata, ha confermato nell'aprile del 2020 che Silver & Black sarebbe stato riprogettato per la televisione. Ha aggiunto che potrebbe trattarsi di una miniserie, e che ha il potenziale per essere distribuita su Disney+. Nel giugno dello stesso anno, Karim Zreik, ex dirigente dei Marvel Television e dei Marvel Studios, è stato nominato a capo dei progetti televisivi di Lord e Miller, comprese le serie Marvel. Queste ultime sono state descritte come una priorità per la Sony Pictures Television, e l'esperienza di Zreik con le precedenti serie televisive della Marvel lo ha reso un "partner adatto" per la loro pianificazione.
Nel settembre 2020, la Sony era in trattativa con Amazon Prime Video per la distribuzione in streaming delle serie Marvel della Sony, simile all'insieme di serie della Marvel Television trasmesse in streaming su Netflix. Le trattative con Amazon sarebbero state complesse, con "problemi importanti da risolvere" a causa dei complicati diritti di distribuzione per i vari personaggi. Le serie sarebbero dovute essere distribuite su una piattaforma televisiva tradizionale prima di passare allo streaming. Nell'aprile del 2021, Amazon è stata confermata come distributore delle serie in arrivo, tramite la piattaforma Prime Video.

## Film
| Film                        | Data di uscita USA | Regia           | Sceneggiatura                               | Produttori                                                                |
| --------------------------- | ------------------ | --------------- | ------------------------------------------- | ------------------------------------------------------------------------- |
| Venom                       | 5 ottobre 2018     | Ruben Fleischer | Jeff Pinkner, Scott Rosenberg, Kelly Marcel | Avi Arad, Matt Tolmach, Amy Pascal                                        |
| Venom - La furia di Carnage | 1º ottobre 2021    | Andy Serkis     | Kelly Marcel                                | Avi Arad, Matt Tolmach, Amy Pascal, Kelly Marcel, Tom Hardy, Hutch Parker |
| Morbius                     | 1º aprile 2022     | Daniel Espinosa | Matt Sazama e Burk Sharpless                | Avi Arad, Matt Tolmach, Lucas Foster                                      |
| Madame Web                  | 14 febbraio 2024   | S.J. Clarkson   | Matt Sazama e Burk Sharpless                | Lorenzo di Bonaventura, Erik Howsam, Palak Patel                          |
| Venom: The Last Dance       | 25 ottobre 2024    | Kelly Marcel    | Kelly Marcel                                | Avi Arad, Matt Tolmach, Amy Pascal, Kelly Marcel, Tom Hardy, Hutch Parker |
| Kraven - Il cacciatore      | 13 dicembre 2024   | J. C. Chandor   | Matt Holloway, Art Marcum, Richard Wenk     | Avi Arad, David B. Householter, Matt Tolmach                              |

### Venom(2018)
In seguito a uno scandalo, il giornalista Eddie Brock cerca di ridare vita alla sua carriera investigando sulla Life Foundation, ma viene in contatto con Venom, un simbionte alieno che si lega a Brock e gli da superpoteri.
Il lungo sviluppo del film di Venom è stato ripreso da Sony nel marzo del 2016, con l'idea di dare inizio ad un nuovo universo condiviso. Un anno dopo, Scott Rosenberg e Jeff Pinkner stavano scrivendo la sceneggiatura. Nel maggio 2017, la Sony ha annunciato che Tom Hardy avrebbe interpretato il ruolo di Eddie Brock/Venom in Venom, e sarebbe stato diretto da Ruben Fleischer. Kelly Marcel si è unita in seguito come sceneggiatrice aggiuntiva. Le riprese si sono svolte dall'ottobre del 2017 al gennaio del 2018, ad Atlanta, New York City e San Francisco. Il film è uscito negli Stati Uniti il 5 ottobre 2018.
Inizialmente, i produttori volevano concentrarsi sul raccontare una storia a sé stante su Venom, piuttosto che introdurre opportunità di crossover per i film futuri. Tuttavia, il film include una scena post-credit con una clip del film d'animazione Spider-Man - Un nuovo universo (2018), la quale rivela che l'universo di Venom fa parte dello Spider-Verse, un multiverso condiviso. Questo è stato aggiunto perché Sony e i produttori di Venom erano entusiasti della possibilità di fare crossover tra i film in live-action e quelli animati, dopo aver visto la qualità di Un nuovo universo.

### Venom - La furia di Carnage(2021)
Eddie Brock continua a ricostruire la sua carriera intervistando il serial killer Cletus Kasady, il quale diventa l'ospite del simbionte Carnage, ed evade di prigione dopo un'esecuzione fallita.
Woody Harrelson è apparso come Cletus Kasady/Carnage nel finale di Venom, per gettare le basi ad un potenziale sequel. Quest'ultimo è stato confermato nel gennaio del 2019, insieme alla conferma del ritorno di Marcel alla sceneggiatura e Tom Hardy nel ruolo di Eddie Brock. Fleischer non è stato coinvolto, in quanto era impegnato a dirigere Zombieland - Doppio colpo (2019); Andy Serkis è stato assunto come regista nell'agosto del 2019. Le riprese si sono svolte in Inghilterra dal novembre del 2019 al febbraio del 2020, con riprese aggiuntive effettiate a San Francisco. Venom - La furia di Carnage è uscito negli Stati Uniti il 1º ottobre 2021.
Serkis ha affermato che Venom - La furia di Carnage è ambientato in un mondo tutto suo, con i personaggi ignari di altri eroi come Spider-Man, anche se il film ha alcuni riferimenti al più ampio Universo Marvel. Questi includono il quotidiano Daily Bugle, che ha lo stesso aspetto del Daily Bugle utilizzato nella trilogia di Spider-Man (diretta da Sam Raimi), mentre la versione del Marvel Cinematic Universe ("The Daily Bugle") appare nella prima post-credit del film, dove Tom Holland e J. K. Simmons appaiono in un cameo non accreditato, nei rispettivi ruoli di Peter Parker / Spider-Man e J. Jonah Jameson.

### Morbius(2022)
Affetto da una rara malattia del sangue, il dottor Michael Morbius tenta una pericolosa cura che lo affligge con una forma di vampirismo.
In seguito a un "processo di sviluppo segreto" della Sony, Matt Sazama e Burk Sharpless hanno scritto una sceneggiatura per un film basato sul personaggio di Morbius. Nel giugno del 2018, è stato confermato che Jared Leto avrebbe interpretato il Morbius, con Daniel Espinosa alla regia del film. Le riprese sono iniziate nel febbraio del 2019, a Londra, e sono state completate a giugno. Morbius è uscito negli Stati Uniti il 1º aprile 2022.
Michael Keaton riprende il suo ruolo di Adrian Toomes / Avvoltoio, precedentemente interpretato nel film dell'MCU Spider-Man: Homecoming.

### Madame Web(2024)
In un universo separato dalle pellicole precedenti, dopo aver acquisito poteri di chiaroveggenza in seguito a un incidente quasi mortale, Cassandra Webb è costretta a confrontarsi con il suo passato mentre cerca di sopravvivere a un misterioso uomo insieme a tre giovani donne dalle potenti capacità.
Dopo aver lavorato a Morbius, la Sony ha assunto Matt Sazama e Burk Sharpless nel settembre 2019 per scrivere una sceneggiatura incentrata su Madame Web. Nel maggio 2020, SJ Clarkson è stata ingaggiata per dirigere il film. Nel febbraio del 2022, viene annunciata Dakota Johnson nel ruolo della protagonista, seguita poi da Sydney Sweeney a marzo 2022, da Isabela Merced, Celeste O'Connor e Tahar Rahim a maggio e da Emma Roberts a giugno dello stesso anno. Nel concept iniziale doveva apparire pure Tom Holland nei panni di Peter Parker / Spider-Man, ma ogni riferimento al personaggio è stato rimosso dal film. La pellicola, prodotta da Lorenzo di Bonaventura, Erik Howsam, Palak Patel, è uscita il 14 febbraio 2024.

### Venom: The Last Dance(2024)
Tom Hardy ha confermato nell'agosto 2018 di aver firmato per recitare in tre film di Venom. Andy Serkis ha espresso interesse a tornare a dirigere un altro film di Venom nel settembre 2021, e il dicembre successivo Pascal ha detto che erano nelle "fasi di pianificazione" di Venom 3. Il 25 aprile 2022 viene annunciato ufficialmente.

### Kraven - Il cacciatore(2024)
Nell'agosto del 2018, Richard Wenk è stato ingaggiato per scrivere una sceneggiatura basata su Kraven il cacciatore. Nell'agosto del 2020 è stato confermato che la sceneggiatura è stata riscritta da Art Marcum e Matt Holloway. Nel maggio del 2021 è stato dichiarato che JC Chandor avrebbe diretto il film, mentre Aaron Taylor-Johnson è stato scelto per il ruolo del protagonista. Il 9 febbraio 2022 Russell Crowe entra a far parte del cast accompagnato da Fred Hechinger il 23 febbraio. Le riprese si sono svolte tra marzo e giugno 2022.

## Film futuri

### Nightwatch
Nel settembre 2017, la Sony stava sviluppando un film basato su Nightwatch, con una sceneggiatura di Edward Ricourt. La Sony voleva che Spike Lee dirigesse il film, e il suo interesse al progetto era stato confermato nel marzo 2018, con la sceneggiatura riscritta da Cheo Hodari Coker. Nell'ottobre dello stesso anno, Lee ha abbandonato il progetto.

### Jackpot
Nell'agosto 2018, la Sony stava considerando un film incentrato su Jackpot, per il quale stava cercando uno sceneggiatore. Nel maggio 2020 è stato annunciato che lo sceneggiatore sarebbe stato Marc Guggenheim, il quale stava lavorando al progetto da ormai due anni.

### Progetto di Roberto Orci
Nel marzo 2020, la Sony ha assunto il co-sceneggiatore di The Amazing Spider-Man 2 Roberto Orci per scrivere la sceneggiatura di un film Marvel senza titolo ambientato nell'universo condiviso di Sony. La trama sarà basata su una proprietà proveniente da un "angolo diverso dell'universo Marvel a cui Sony ha accesso" piuttosto che su un personaggio affiliato a Spider-Man come gli altri film Marvel di Sony. Il 25 febbraio 2025, Roberto Orci muore.

### Progetto di Olivia Wilde
Nell'agosto 2020, Olivia Wilde ha firmato per sviluppare e dirigere un film Marvel incentrato sulle donne supereroine con Katie Silberman, sceneggiatrice dei film diretti da Wilde La rivincita delle sfigate e Don't Worry Darling. Il progetto era una priorità assoluta per lo studio dall'inizio del 2020 ed è stato confermato che la protagonista sarebbe stato il personaggio Spider-Woman.

### El Muerto
Il 25 aprile 2022, la Sony annuncia un film incentrato sul personaggio di El Muerto, con il rapper Bad Bunny nel ruolo del protagonista. Nell'ottobre 2022 vengono annunciati Jonás Cuarón e Gareth Dunnet-Alcocer (già sceneggiatore di Blue Beetle) rispettivamente alla regia e alla sceneggiatura. Inizialmente previsto per il 12 gennaio 2024, a seguito della cancellazione del film dal calendario nell'aprile 2023 e dell'abbandono di Bad Bunny nel settembre dello stesso anno, lo sviluppo del film è stato bloccato.

## Serie televisive
| Serie       | Stagioni | Episodi | Trasmissione originale | Trasmissione originale | Showrunner |
| Serie       | Stagioni | Episodi | Season première        | Season finale          | Showrunner |
| ----------- | -------- | ------- | ---------------------- | ---------------------- | ---------- |
| Spider-Noir | 1        | N.D.    | N.D.                   | N.D.                   | Oren Uziel |

### Spider-Noir
Variety informa che una serie live-action basata sul personaggio di Spider-Man Noir è attualmente in lavorazione per Amazon Prime Video. Lo stesso sito afferma che una fonte vicina alla produzione ha sottolineato che il progetto sarà ambientato nell’universo alternativo in cui agisce il personaggio, e che questi non sarà Peter Parker.
Quello su Spider-Man Noir è il secondo progetto in lavorazione per Amazon che riguarda un personaggio facente parte del portfolio Sony (che ha un accordo con MGM e Amazon) collegato all’universo di Spider-Man. Il progetto sarà scritto e prodotto da Orien Uziel, in collaborazione con Phil Lord e Christopher Miller ed Amy Pascal attraverso la sua società di produzione, Pascal Pictures.
A maggio 2024 viene confermato da Prime Video la produzione della serie con il titolo Noir. A luglio 2024 venne rinominata Spider-Noir.
A aprile 2025, viene annunciato che la serie uscirà nei primi mesi del 2026.

### Altre serie in sviluppo

#### Silk: Spider-Society
Verso la fine di giugno 2018, la Sony ed Amy Pascal avevano iniziato lo sviluppo di un film incentrato sul personaggio Cindy Moon / Silk, interpretata da Tiffany Espensen (precedentemente apparsa nei film del Marvel Cinematic Universe Spider-Man: Homecoming e Avengers: Infinity War), separata dalla versione che sarebbe apparsa nel film d'animazione in progetto della Sony, Spider-Women. Alla fine del 2019, Silk è stata identificata come una buona candidata per una serie televisiva, con Pascal alla produzione. Lauren Moon ha sviluppato e scritto la serie, ed è inoltre la produttrice esecutiva insieme allo showrunner Tom Spezialy. L'8 giugno 2022, Phil Lord ha confermato che la serie è in pre-produzione, e non è ancora stato selezionato nessun membro del cast.
Come annunciato il 28 aprile 2021, Amazon avrebbe dovuto distribuire la serie su Prime Video trasmettendola sulla sussidiaria MGM+, con Angela Kang come showrunner. Il 16 maggio 2024, Sony ha dichiarato che la serie non sarà più trasmessa su Amazon e sarà invece venduta ad altri potenziali acquirenti.

#### Silver & Black
Sony aveva cancellato il film Silver & Black nell'agosto 2018, con l'intenzione di rielaborarlo in due film indipendenti, incentrati su ciascuno dei personaggi del titolo: Felicia Hardy / Gatta Nera e Silver Sable. La regista di Silver & Black, Gina Prince-Bythewood, sarebbe dovuto rimanere coinvolta come produttrice. Nel gennaio 2020, il progetto è stato ripianificato, e trasformato in una serie televisiva. Prince-Bythewood ha specificato che dovrebbe trattarsi di una miniserie.

## Webserie
| Serie           | Stagione | Episodi | Primo episodio | Ultimo episodio |
| --------------- | -------- | ------- | -------------- | --------------- |
| The Daily Bugle | 3        | 4       | 18 marzo 2022  | 31 marzo 2022   |

### The Daily Bugle
Nel marzo 2022 la Sony pubblica sul suo account TikTok una serie di corti promozionali per il film Morbius, similmente a quanto fatto precedentemente per i film del MCU Spider-Man: Far from Home e Spider-Man: No Way Home. I corti sono edizioni speciali del fittizio giornale Daily Bugle, come i precedenti prodotti per il MCU. Perciò solamente la terza stagione è da considerarsi parte del SSU.

## Accoglienza

### Incassi
| Film                        | Data di uscita USA | Incassi ($)  | Incassi ($)    | Incassi ($) | Budget ($)   |
| Film                        | Data di uscita USA | Nord America | Internazionale | Mondiale    | Budget ($)   |
| --------------------------- | ------------------ | ------------ | -------------- | ----------- | ------------ |
| Venom                       | 5 ottobre 2018     | 213515506    | 642569645      | 856085161   | 100 - 116000 |
| Venom - La furia di Carnage | 1º ottobre 2021    | 213550366    | 293313226      | 506863592   | 110000       |
| Morbius                     | 1º aprile 2022     | 73865530     | 93595431       | 167460961   | 75 - 83000   |
| Madame Web                  | 14 febbraio 2024   | 43817106     | 56681658       | 100498764   | 80000        |
| Venom: The Last Dance       | 25 ottobre 2024    | 138027342    | 330300000      | 468327342   | 120000       |
| Kraven - Il cacciatore      | 13 dicembre 2024   | 25026310     | 36962880       | 61989190    | 110 - 130000 |
| Totale                      | Totale             | 707802160    | 1453422840     | 2161225010  | 595 - 639000 |

### Critica
| Film                        | Rotten Tomatoes      | Metacritic         | CinemaScore |
| --------------------------- | -------------------- | ------------------ | ----------- |
| Venom                       | 30% (364 recensioni) | 35 (46 recensioni) | B+          |
| Venom - La furia di Carnage | 58% (282 recensioni) | 49 (48 recensioni) | B+          |
| Morbius                     | 15% (284 recensioni) | 35 (55 recensioni) | C+          |
| Madame Web                  | 12% (238 recensioni) | 26 (51 recensioni) | C+          |
| Venom: The Last Dance       | 41% (208 recensioni) | 41 (46 recensioni) | B-          |
| Kraven - Il cacciatore      | 15% (158 recensioni) | 35 (41 recensioni) | C           |
| Media                       | 28%                  | 37                 | B-          |

## Fumetti
Un fumetto tie-in per Venom, sia suo prequel che teaser, è stato pubblicato digitalmente dalla Marvel il 18 settembre 2018. Scritto da Sean Ryan e illustrato da Szymon Kudranski, il fumetto spiega le origini del simbionte del film. La cover è stata realizzata da SKAN. Agli spettatori americani e italiani è stata distribuita in alcuni cinema una copia fisica del fumetto fino a esaurimento scorte.